# Karel Vocelka
Karel Vocelka, psán též Wozelka (28. ledna 1813 Praha – 23. září 1876 Praha) byl pražský varhanář 2. poloviny 19. století.

## Život a dílo
Žil v ulici Na Můstku č.p. 387/I a dílnu provozoval rovněž na Praze 1. U koho se vyučil, není známo, ale pravděpodobně se znal s o generaci starším varhanářem Josefem Gartnerem, který také působil v Praze. Profesní dráhu zahájil jako Hlouškův společník. Jejich továrna s názvem Hlauschek & Wocelka se kromě varhan zabývala také výrobou klavírů. Jedním z jejich dochovaných nástrojů jsou dvoumanuálové varhany z roku 1847 v Hluboké nad Vltavou. Přibližně od roku 1856 působil Vocelka samostatně. Z jeho dílny vzešlo přes 40 nástrojů, které obohatily chrámy a kostely po celých Čechách. Jedním z nich byly varhany pro kostel Nanebevzetí Panny Marie a svatého Karla Velikého  Z konstrukčního hlediska jsou Vocelkovy varhany charakterizovány zásuvkovými vzdušnicemi, u dvoumanuálových nástrojů většinou šachovnicovými, čtvercovou menzurou dřevěných hlasů, převrácenou barvou kláves a dispozicí I. manuálu (8', 4', 2 2/3', 2', mixtura 2' 3x), která se přiklání k principům českého barokního varhanářství. Dispozice II. manuálu již reprezentuje ceciliánský reformní proud, prosazující ekvální tón (8', zvl. smyky, příp. 4').
Po jeho smrti přebral jeho dílnu Karel Eisenhut.

### Rodinný život
Byl ženat, manželka Františka, rozená Sokolová se narodila roku 1820.